# Hermes Criòfor
Hermes Criòfor (grec antic: Ἑρμῆς Κριοφόρος, Hermês Kriophóros, Hermes duent un carner) és una escultura de marbre del segle ii que representa el déu grec Hermes, com a déu de les pastures i els pastors, enduent-se un carner. L'estàtua és un còpia romana d'un original grec del segle V abans de la nostra era. La van descobrir a Trecén, al sud de Grècia, a la fi del segle v , i actualment forma part de la col·lecció del Museu Arqueològic Nacional d'Atenes.

## Història
Hermes Criòfor es va realitzar en el segle ii, còpia d'un original del segle v ae, atribuït a l'escultor Naucides, que pertanyia a l'escola de Policlet. Es va trobar a la ciutat de Trecén, a l'Argòlida (est del Peloponés) el 1890, durant les excavacions de l'Escola Francesa sota la direcció d'Ernest Legrand. Al Museu Arqueològic Nacional d'Atenes se li va assignar el número 243.

## Descripció
És feta en marbre pentèlic i fa 1,80  m d'altura, per la qual cosa supera lleugerament la grandària natural.
Es representa nu de front, amb el cos una mica girat cap a l'esquerra, en contrapposto mentre el pes descansa sobre la cama dreta, deixant l'esquerra relaxada. Duu una clàmide nugada a l'espatla esquerra, que penja i cobreix el braç d'aquest costat. Al cap, girat cap a la dreta, porta un pètasos (una mena de barret) i agafa un carner per les banyes amb la mà dreta. El carner apareix ajupit sobre les potes posteriors al costat dret d'Hermes, mentre aquest l'arrossega cap amunt. Es distingeix així d'altres escultures amb carner, ja que Hermes arrossega l'animal en lloc de portar-lo tendrament sobre les espatles. En l'altra mà, Hermes duria el caduceu, el seu símbol més popular, que no s'ha preservat pas.

## Estat de conservació
Tot i conservar-se en la major part, l'estàtua presenta alguns danys evidents. Li manca el braç dret des de sota l'espatla, la mà esquerra i les extremitats anteriors dels braços; els peus i parts de les cuixes se'n van restaurar amb guix, i el cap va haver de recol·locar-se.